# Rayen Panday
Rayen Dinesh Gangaram Panday (Zaandam, 1983) is een Nederlands cabaretier/stand-upcomedian van Surinaamse afkomst.
Rayen Panday heeft rechten gestudeerd, waar hij elf jaar over deed. In 2008 deed Panday voor het eerst een open podium voor stand-upcomedy; niet veel later deed hij auditie voor het Groninger Studenten Cabaret Festival en won uiteindelijk in de finales de publieksprijs. Rayen heeft opgetreden op onder meer Lowlands en Paaspop. Ook trad hij op in Estland, Denemarken, België, India, Frankrijk, Suriname, Curaçao, Aruba, Indonesië, Brunei, Thailand en de VS. Hij is sinds 2016 lid van Comedytrain en hij was te gast in tv-programma’s als ‘De tafel van taal’.
Sinds 2020 host hij ook de podcast 'Voor de show' samen met collega-comedian Stefan Pop. 

## Cabaretprogramma's
- 2013: Drie keer Rayen
- 2014: Vrijspraak
- 2014: De Grote WK Show (met onder anderen Rory de Groot, Maartje & Kine, Leon van der Zanden, Jeffrey Spalburg en Arie Koomen)
- 2014: Prinsjesdag (met Jeffrey Spalburg)
- 2016: Niet verder vertellen
- 2018–2019: Fenomeen[3]
- 2019: Ramadan conference
- 2020: Trigger
- 2021: Focus
- 2024: Karma

## Overig televisiewerk
| Jaar      | Programma                            | Rol              |
| --------- | ------------------------------------ | ---------------- |
| ?         | Raymann is Laat (Zo:Raymann)         | Tekstschrijver   |
| ?         | De Dino Show                         | Tekstschrijver   |
| 2012      | Mag ik u kussen?                     | Deelnemer (2x)   |
| 2013      | The Comedy Factory                   | Optreden         |
| 2014      | In goed gezelschap                   | Deelnemer (1x)   |
| 2015      | BAAS Raymann                         | Vaste medewerker |
| 2017–2020 | Klikbeet                             | Diverse rollen   |
| 2019      | Makkelijk scoren                     | Bryan Gogai      |
| 2019      | Comedians of the World (Netflix)     | Comedian         |
| 2020      | Dit was het nieuws                   | Gast             |
| 2020      | De S.P.E.L.show                      | Kandidaat        |
| 2021      | Sinterklaasjournaal                  | Steven Snel      |
| 2022      | Think Inside the Box                 | Deelnemer        |
| 2023      | The Roast of Famke Louise            | Roaster          |
| 2023-2024 | LOL: Last One Laughing (Prime Video) | Kandidaat        |
| 2023      | Ik hou van Holland                   | Deelnemer        |
| 2024      | Weet Ik Veel                         | Deelnemer        |
| 2024      | Sinterklaasjournaal                  | Ton Brokkema     |
| 2025      | Ranking the Stars                    | Panellid         |
| 2025      | DREAM SCHOOL                         | Gastdocent       |
| 2025      | Stars on Stage                       | Deelnemer        |